# Hamig
Hamig ist eine von 106 Ortschaften der Gemeinde Reichshof im Oberbergischen Kreis im nordrhein-westfälischen Regierungsbezirk Köln in Deutschland.

## Lage und Beschreibung
Die nächstgelegenen Orte sind Gummersbach (27 km), Eckenhagen (7,8 km) und Denklingen (11,6 km).

## Geschichte

### Erstnennung
1509 wurde der Ort das erste Mal urkundlich erwähnt und zwar „Bei den Pacht und Rentengeldern der Eckenhagener Kirche werden auch Einnahmen aus Hamich genannt“.
Schreibweise der Erstnennung: Hamich
| Bevölkerungsentwicklung | Bevölkerungsentwicklung |
| Jahr                    | Einwohner               |
| ----------------------- | ----------------------- |
| 1991                    | 20                      |
| 2005                    | 21                      |
| 2006                    | 20                      |
| 2008                    | 19                      |
| 2017                    | 20                      |
| 2018                    | 21                      |
| 2019                    | 18                      |